# 北京地下鉄1号線
北京地下鉄1号線（ペキンちかてつ1ごうせん、中文表記: 北京地铁1号线、英文表記: Beijing Subway Line 1）は、中華人民共和国北京市石景山区の苹果園駅から朝陽区の四恵東駅までを結ぶ北京地下鉄の地下鉄路線である。

## 概要
1号線（通称 一線）は、北京市街地を東西に貫く路線である。路線の正式名称は途中の復興門駅を境に分かれており、苹果園駅 - 復興門駅間が1号線、復興門駅 - 四恵東駅間が復八線であるが、運営上2線合わせて1号線と呼ばれている。地上に並行している通りは「長安街」（長安通り）と呼ばれる北京一のメインストリートで、西部（古城 - 公主墳間）には市バスの337系統が、東部（八宝山 - 四恵間）には市バスの1系統などがほぼ並行して走っている。
北京市街地を唯一東西に貫通する路線であるため、長らくラッシュ時は混雑を極め、積み残しが頻発していた。平日日中でも混雑が著しく、天安門西、東駅や王府井駅など市中心部の他線との乗り換えになっていない駅では終日混雑し、ドル箱路線となっている。2012年12月30日に、当路線に平行する形で6号線が開業したことにより、平日の一日平均輸送量が8.46%減少したが、それでもラッシュ時は混雑する。
なお53号駅は関係者専用駅として一般開放されておらず、関係者向けに運行されていた通勤列車も2007年5月28日をもって運行休止となったため、事実上廃駅となっている。福寿嶺駅（52号駅）も関係者専用駅であったが、一般開放に向け工事中である。

### 路線データ
- 複線区間：全線
- 電化区間：53号駅 - 四恵東駅（直流 750 V 第三軌条方式）
- 地上区間：四恵駅 - 四恵東駅
- 走行方向：右側通行

## 沿革
- 1969年10月1日：苹果園駅 - 南礼士路駅 - 長椿街駅 - 北京駅間（南礼士路 - 長椿街間は1号線と2号線の連絡線、長椿街 - 北京駅間は2号線の一部）が開通。ただし、乗車できるのは公務員のみだった。
- 1971年1月15日：北京駅 - 公主墳駅間で旅客営業を開始。
- 1971年8月5日：公主墳駅 - 玉泉路駅間で旅客営業を開始。
- 1971年11月7日：玉泉路駅 - 古城駅間で旅客営業を開始。
- 1973年4月23日：古城駅 - 苹果園駅で旅客営業を開始。
- 1987年12月28日：南礼士路駅 - 復興門駅間が開通。2号線と分断。
- 1992年12月12日：復興門駅 - 西単駅間が開通。
- 1999年9月28日：天安門西駅 - 四恵東駅間（当時復八線）が開通。
- 2000年6月28日：西単駅 - 天安門西駅間が開通，復八線と一体化。
- 2007年12月24日：ラッシュ時の運転間隔を2分30秒に短縮。
- 2009年4月21日：ラッシュ時の運転間隔を2分15秒に短縮。
- 2015年12月29日：ラッシュ時の運転間隔を2分5秒から2分に短縮。
- 2019年7月19日：毎週金曜日と土曜日の終電を繰り下げ。上り終電を61分繰り下げ、苹果園0:31発とする。下り終電を64分繰り下げ、四恵東0:34発とする。
- 2020年4月18日：苹果園総合交通ターミナルの施工に伴い、始発列車から苹果園駅を閉鎖。運行区間を古城駅 - 四恵東駅間に変更。
- 2020年10月7日：直通八通線工事に伴い、始発列車から四恵東駅を閉鎖。
- 2021年8月29日：八通線との相互直通運転を開始[4]。
- 2025年6月2日 - 支線建設を目的とした工事のため、八角遊楽園駅を閉鎖[5]。

## 使用車両
いずれも6両編成である。1999年に導入されたDKZ4型31編成186両は非冷房車であり（ただし乗務員室のみ冷房あり）、乗客に不評であった。車両の耐用年数に達していないため、冷房の取り付けを順次行い、2012年に完了した（元の計画では2010年中に完了する予定であった）。
- DKZ4G型電車 - （DK28+DK29+DK30+DK31+DK29+DK28の6両編成）
- SFM04/04A型電車

### かつて使用されていた車両
- DK2型 - 1969年から1984年まで使用。
- DK3型 - 1971年から2002年まで使用。
- DK20型 - 1994年から2012年4月12日まで使用。
- DK11型 - 1985年から2008年6月5日まで使用。
- BD1型 - 1989年から1994年まで使用。
- BD2型 - 1994年から2012年4月12日まで使用。
- BD3型

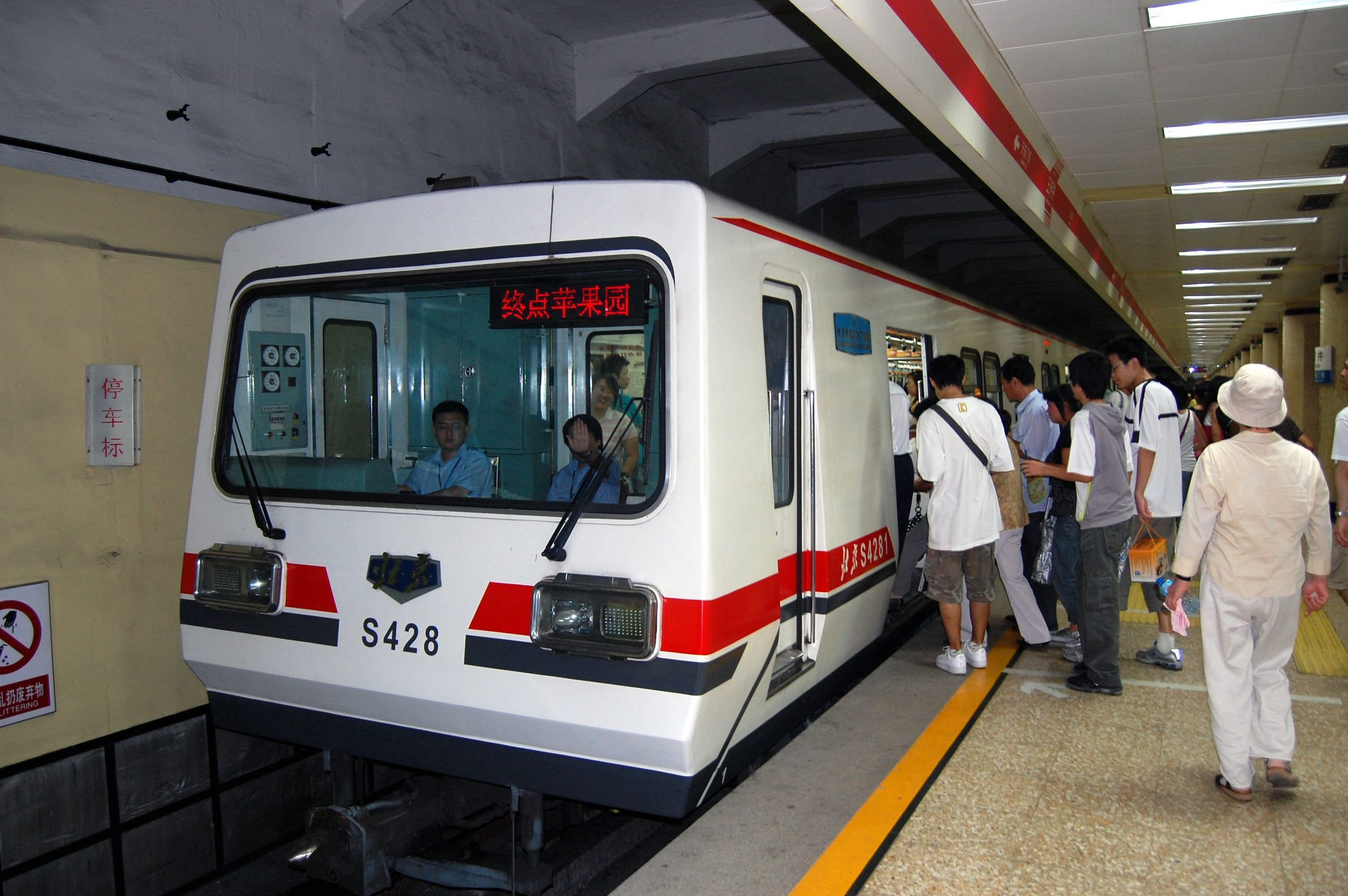
DKZ4型
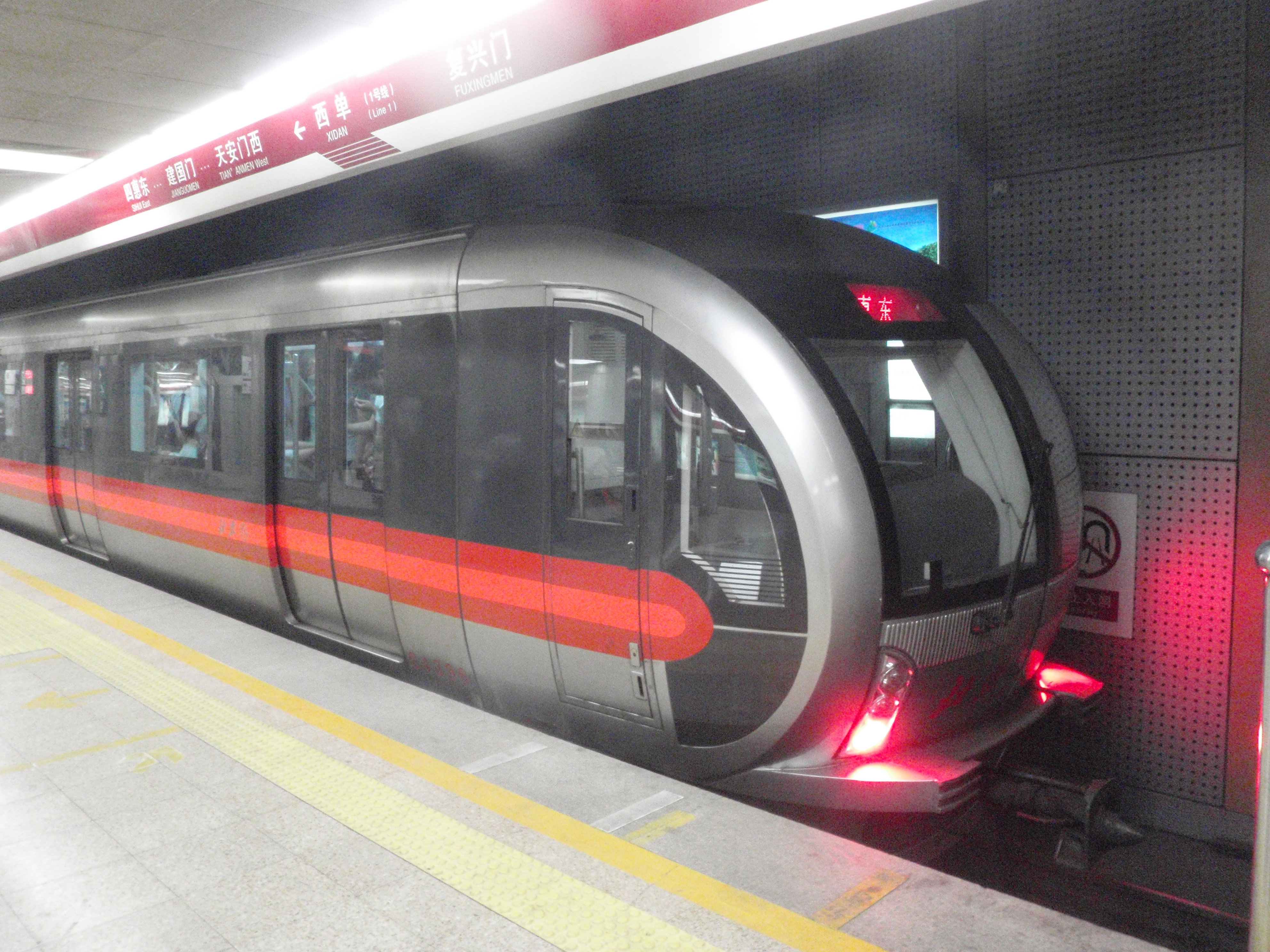
SFM04型

## 駅一覧
| 駅番号                           | 日本語駅名        | 簡体字中国語表記  | 英語表記              | 駅間 キロ (km)          | 累計 キロ (km)          | 接続路線                                    | 所在地 | 所在地   |
| -------------------------------- | ----------------- | ----------------- | --------------------- | ----------------------- | ----------------------- | ------------------------------------------- | ------ | -------- |
| 101                              | 53号駅            | 53号站            | 53#                   | 関係者専用駅 事実上廃駅 | 関係者専用駅 事実上廃駅 |                                             | 北京市 | 石景山区 |
| 102                              | 福寿嶺駅 (52号駅) | 福寿岭站 (52号站) | Fushouling            | 未開業                  | 未開業                  |                                             | 北京市 | 石景山区 |
| 103                              | 苹果園駅          | 苹果园站          | Pingguoyuan           | 休止中                  | 休止中                  | ■6号線 ■S1線                                | 北京市 | 石景山区 |
| 104                              | 古城駅            | 古城站            | Gucheng               | 2.606                   | 2.606                   |                                             | 北京市 | 石景山区 |
| 105                              | 八角遊楽園駅      | 八角游乐园站      | Bajiao Amusement Park | 休止中                  | 休止中                  |                                             | 北京市 | 石景山区 |
| 106                              | 八宝山駅          | 八宝山站          | Babaoshan             | 1.953                   | 6.480                   |                                             | 北京市 | 石景山区 |
| 107                              | 玉泉路駅          | 玉泉路站          | Yuquanlu              | 1.479                   | 7.959                   |                                             | 北京市 | 海淀区   |
| 108                              | 五棵松駅          | 五棵松站          | Wukesong              | 1.810                   | 9.769                   |                                             | 北京市 | 海淀区   |
| 109                              | 万寿路駅          | 万寿路站          | Wanshoulu             | 1.778                   | 11.547                  |                                             | 北京市 | 海淀区   |
| 110                              | 公主墳駅          | 公主坟站          | Gongzhufen            | 1.313                   | 12.860                  | ■10号線                                     | 北京市 | 海淀区   |
| 111                              | 軍事博物館駅      | 军事博物馆站      | Military Museum       | 1.172                   | 14.032                  | ■9号線                                      | 北京市 | 海淀区   |
| 112                              | 木樨地駅          | 木樨地站          | Muxidi                | 1.166                   | 15.198                  | ■16号線（改札外）                           | 北京市 | 海淀区   |
| 113                              | 南礼士路駅        | 南礼士路站        | Nanlishilu            | 1.291                   | 16.489                  |                                             | 北京市 | 西城区   |
| 114                              | 復興門駅          | 复兴门站          | Fuxingmen             | 0.424                   | 16.913                  | ■2号線 (204) 太平橋駅（改札外接続） ■19号線 | 北京市 | 西城区   |
| 115                              | 西単駅            | 西单站            | Xidan                 | 1.590                   | 18.503                  | ■4号線                                      | 北京市 | 西城区   |
| 116                              | 天安門西駅        | 天安门西站        | Tian'anmen West       | 1.217                   | 19.720                  |                                             | 北京市 | 西城区   |
| 117                              | 天安門東駅        | 天安门东站        | Tian'anmen East       | 0.925                   | 20.645                  |                                             | 北京市 | 東城区   |
| 118                              | 王府井駅          | 王府井站          | Wangfujing            | 0.852                   | 21.497                  | ■8号線                                      | 北京市 | 東城区   |
| 119                              | 東単駅            | 东单站            | Dongdan               | 0.774                   | 22.271                  | ■5号線                                      | 北京市 | 東城区   |
| 120                              | 建国門駅          | 建国门站          | Jianguomen            | 1.230                   | 23.501                  | ■2号線 (211)                                | 北京市 | 東城区   |
| 121                              | 永安里駅          | 永安里站          | Yong'anli             | 1.377                   | 24.878                  | ■17号線（建設中）                           | 北京市 | 朝陽区   |
| 122                              | 国貿駅            | 国贸站            | Guomao                | 0.790                   | 25.668                  | ■10号線                                     | 北京市 | 朝陽区   |
| 123                              | 大望路駅          | 大望路站          | Dawanglu              | 1.385                   | 27.053                  | ■14号線                                     | 北京市 | 朝陽区   |
| 124                              | 四恵駅            | 四惠站            | Sihui                 | 1.673                   | 28.726                  |                                             | 北京市 | 朝陽区   |
| 125                              | 四恵東駅          | 四惠东站          | Sihui East            | 1.714                   | 30.440                  |                                             | 北京市 | 朝陽区   |
| ↓■八通線環球度假区駅まで直通運転 |                   |                   |                       |                         |                         |                                             |        |          |